# История почты и почтовых марок Израиля
История почты и почтовых марок Израиля охватывает периоды развития почтовой связи на территории Израиля, соответствующие почтовым системам древности, османского и британского управления и современного государства Израиль. Собственные почтовые марки выпускаются со времени провозглашения независимости страны 14 мая 1948 года: уже двумя днями позднее, 16 мая 1948 года, в обращении появились первые почтовые марки.

## Развитие почты

### Ранняя история
История почты Израиля восходит к вековому развитию почтового сообщения в Палестине, начиная с Бронзового века.
Во времена правления мамлюков осуществлялась доставка почты на лошадях в Дейр-эль-Балахе, Лидде и других городах по маршруту из Каира в Дамаск. В османский период в почтовом обращении были марки Турции. Первые почтовые отделения были открыты консульствами иностранных государств. В ходе Первой мировой войны Египетские экспедиционные войска Великобритании оккупировали Палестину и в 1918 году помечали почтовые марки текстом «E. E. F.» (сокращённо от англ. «Egyptian Expeditionary Force» — «Египетская экспедиционная армия»).

### Британский мандат
В период Британского мандата в Палестине почтовое обслуживание и почтовые марки предоставляли британские власти. С 1933 по 1948 год в обращении были также марки авиапочты и, как новшество, авиапочтовые письма-карточки. Британские почтовые отделения и почта были частично переданы правительству Израиля.

### Собственная почта
В мае 1948 года, в связи с уходом англичан и нарушением почтовой связи, Временное правительство сделало надпечатки на марках Еврейского национального фонда, а в Нагарии и Цфате (Са́феде) были выпущены провизории.
В 1950 году в Израиле насчитывалось 64 почтовых отделения. К 1960 году их число возросло до 114, а после Шестидневной войны — до 178 отделений к 1970 году. В 1955 году в двух поселениях в Негеве начали функционировать первые передвижные почтовые отделения Израиля в виде грузовиков красного цвета. К 1990 году в Израиле насчитывалось 53 почтовых маршрута, охватывающих 1058 населённых пунктов, включая израильские поселения на Западном берегу и в секторе Газа.

## Выпуски почтовых марок

### Первые марки
В 1948 году израильская почта выпустила первые почтовые марки нового государства. Поскольку суббота является выходным днём в Израиле, то воскресенье, 16 мая, было первым рабочим днём после провозглашения независимости, когда могли продаваться марки. Первая серия марок получила название Доар Иври («Еврейская почта»), из-за того, что название страны ещё не было выбрано. Первая серия стандартных марок включала номиналы 3, 5, 10, 15, 20, 50, 250, 500 и 1000 милей. Марки были напечатаны способом высокой печати, имели зубцовку или просечку, на полях марочного листа были напечатаны эмблема Израиля и сведения о марке. Марки номиналами в 5, 10, 15 и 20 милей были выпущены в марочных тетрадках). Рисунки для марок «Еврейской почты» выполнил Отто Валлиш, обратившись к древним монетам времён Первой иудейской войны и позднее восстания Бар-Кохбы (показаны в начале статьи).
Надписи на израильских марках сделаны на трёх языках: на иврите, арабском и английском. Таким образом была продолжена практика британского мандата в Палестине, соответствовавшая требованиям Лиги Наций.

### Последующие выпуски

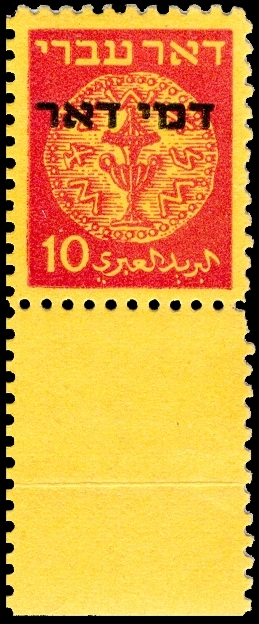
Доплатная марка Израиля номиналом в 10 милей (1948)

Израильская почта впервые выпустила доплатные марки, тет-беши и марки с купонами в 1948 году, авиапочтовые марки — в 1950 году, служебные марки, для государственных ведомств, — в 1951 году и провизории — в 1960 году. Края марочных листов прошли три неофициальных этапа. С 1948 по 1954 год надписи на краях листа были на иврите (с четырьмя исключениями: марки, посвящённые Маккабиадe, израильским облигациям, сионистскому конгрессу и Сионистской организации Америки). С 1954 до 1967 года надписи обычно выполнялись на иврите и на французском языке. После 1967 года надписи на краях листа или купонах, как правило, делаются на иврите и на английском языке. Редко бывает, что купон сочетается не с той маркой, как в случае с двумя перепутанными купонами с некоторыми марками типа «Доар Иври».

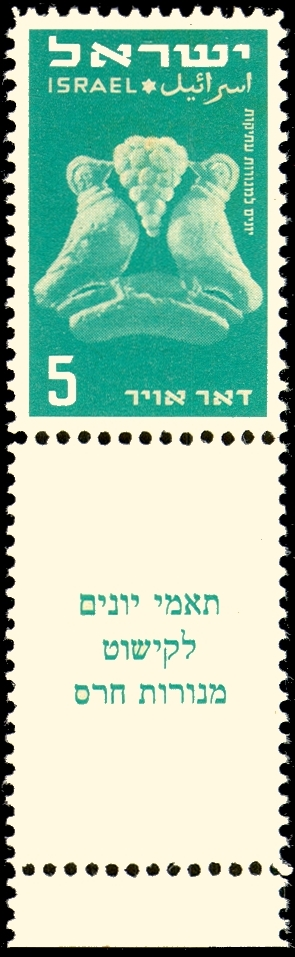
Авиапочтовая марка Израиля чом в 5 милей (1950)

С самого начала Израиль начал делать собственные памятные гашения, включая гашение первого дня для нового выпуска «Доар Иври» 16 мая 1948 года, а также гашения, посвящённые Маккавейским играм и крупным городам в том же году. К 1960 году было выпущено более 325 уникальных почтовых штемпелей. Начиная с почтовых марок «Доар Иври», в Израиле выпускались конверты первого дня. К примеру, 5 июля 1967 года, был выпущен конверт первого дня с изображением Моше Даяна в новом почтамте Иерусалима, вскоре после шестидневной войны.
Из-за гиперинфляции в 1982 и 1984 годах Израиль выпустил безвалютные марки с изображением на рисунке оливковой ветви. Об этих марках говорили, что они неинтересные, но удобные, поскольку они избавляли и государство, и население от необходимости постоянно изменять размер почтового тарифа.
В 1990-е годы Израиль экспериментировал с автоматами по продаже почтовых ярлыков (знаков почтовой оплаты). Автоматы «Клюссендорф» (Klussendorf) и реализуемые ими ярлыки были выведены из употребления в 1999 году. Было выпущено 22 ярлыка с красочными рисунками, в том числе — 12 ярлыков с видами достопримечательностей и семь праздничных. Израильская почта также предоставляет услуги экспресс-почты в сотрудничестве со 143 почтовыми ведомствами других стран.
Армия обороны Израиля обеспечивала почтовое обслуживание военнослужащих. Например, во время войны судного дня 1973 года почтовое ведомство израильской армии выпустило серию почтовых карточек с карикатурами для повышения боевого духа солдат. На почтовых карточках изображён израильский карикатурный персонаж, нависающий над Дамаском, град и огонь, обрушивающиеся на египетские пирамиды (с цитатой из Исхода 9:24), а также «Судный день», изображённый здесь.

### Марки с купонами
Почтовые марки Израиля традиционно отличаются своими купонами, которые имеют марки нижнего ряда марочного листа. Наличие либо края листа с надписями или с рисунками или и с теми и с другими, либо отдельного купона обусловливалось типографией, в которой печатался конкретный выпуск. В каждом марочном листе обычно было пять марок с купонами. Заметив, что марки с купонами пользуются спросом у коллекционеров, израильское почтовое ведомство стало выпускать кроме марочных листов только марки нижнего ряда.

### Тематика
В первые годы своего существования Израиль выпускал марки, посвящённые еврейским праздникам, Иерусалиму, городу Петах-Тиква, пустыне Негев, Маккавейским играм и «облигациям независимости». Ежегодно в Израиле выходит праздничная серия в честь празднования Рош Ха-Шана. В 1948 году на посвящённой этому празднику серии были изображены «летящие свитки». Почтовое ведомство также выпустило малый лист, посвящённый своим первым почтовым маркам. В 1952 году Израиль выпустил первую марку страны в честь конкретной персоны — Хаима Вейцмана. В числе других персоналий, удостоившихся чести быть изображёнными на марках Израиля в 1950-е годы Теодор Герцль, Эдмон де Ротшильд, Альберт Эйнштейн, Шолом-Алейхем, Хаим Нахман Бялик и Элиэзер Бен-Йехуда. Первой женщиной, изображённой на марках Израиля, стала Генриетта Сольд (1960), первым раввином — Баал Шем Тов (1961), а первым не-евреем — Элеонора Рузвельт (1964).
В 1998 году Израиль стал первым государством, посвятившим почтовую марку Тиунэ Сугихаре, который впоследствии был изображён на марках Гамбии, Гренады, Гвинеи, Японии, Либерии, Литвы и Сьерра-Леоне. В 2000 году были выпущены марки в память двух арабских лидеров, марокканского короля Хассана II и иорданского короля Хусейна.
Исследователи Университета Эмори установили, что до 2005 года женщинаы были представлены на 161 израильской марке, хотя большинство из них — анонимно. Из 45 почтовых марок, посвящённых отдельным женщинам, одиннадцать касались библейских персонажей, а восемь имели отношение к армии или военным событиям: Хавива Рейк, Хана Сенеш, Рахель Янаит Бен-Цви, Ривка Губер, Рене Леви, Цивия Любеткин, Сара Ааронсон и неназванная участница Еврейской бригады.
Почтовые марки Израиля охватывают общие темы, в том числе и саму филателию (к примеру, филателистическая выставка 1954 года в Иерусалиме), а также такие знаковые для государства темы, как иудаизм и история евреев. Например, в течение первых 40 лет существования Израиля почти 10 % израильских марок включало археологические мотивы по интеллектуальным и идеологическим причинам.
В 2008 году новые выпуски были посвящены Исраэлю Рокаху и Акиве Арье Вайсу, двум объектам всемирного наследия ЮНЕСКО (библейским теллям и Дороге благовоний) и национальной компании по водоснабжению «Мекорот».

### Эмиссионная политика
Страной было представлено 110 новых выпусков в 1960-е годы, 151 — в 1970-е годы, 162 — в 1980-е и 216 — в 1990-е. В XXI веке израильская почта осуществляет ежегодно несколько десятков новых марочных эмиссий: 40 — в 2000 году, 33 — в 2001 году, 50 — в 2002 году, 46 — в 2003 году, 38 — в 2004 году, 42 — в 2005 году, 38 — в 2006 году и 44 — в 2007 году и т. д.

### Совместные выпуски

Почтовая марка Израиля 2008 года в честь Дня памяти Холокоста, выпущенная в рамках совместного филателистического выпуска с Почтовой администрацией ООН

Начиная с марки 1993 года, посвящённой 50-летию восстания в Варшавском гетто, выпущенной совместно с Польшей, совместные выпуски выходили в сотрудничестве с другими почтовыми администрациями. В 1996 году был осуществлён совместный с США выпуск марки, посвящённой Хануке, в форме малого листа. Это была первая самоклеящаяся марка Израиля.
27 января 2008 года впервые был осуществлён совместный с ООН выпуск в честь Международного дня памяти Холокоста. Также вышли в обращение марки совместно с Германией (в 2005 году) по случаю установления дипломатических отношений, совместно с Австрией и Венгрией (2004, в память о Теодоре Герцле), с Италией (2004, посвящён Большой римской синагоге), с Грузией (в 2001 году, в честь Шота Руставели) и Венгрией (в 2001 году, посвящён синагоге на улице Дохань в Будапеште).

### Изъятие марок из обращения
В ряде случаев израильская почта вынуждена была отзывать некоторые почтовые марки, вызывавшие обеспокоенность религиозных кругов. В ноябре 2006 года из почтового обращения была отозвана марка с именем Бога из-за опасений, что к ней могут отнестись без должного почтения. Точно также поступили и в отношении серии марок с высказываниями из Талмуда.

## Местные выпуски
В 1948 году из-за нехватки марок в Иерусалиме, Нахарии, Ришон-ле-Ционе, Сафеде и некоторых других городах имели место местные выпуски почтовых марок. Все они были изъяты из обращения после поступления первых почтовых марок Израиля, выпущенных 16 мая 1948 года.

## Взаимоотношения с почтой Палестины
Начиная с 1994—1995 года, Израиль отказывается от обслуживания почтовой связью территорий, которые в соответствии с соглашением в Осло, должны перейти под контроль Палестинской национальной администрации (ПНА). ПНА открыла почтовые отделения на всей территории ПНА, разработала собственные уникальные почтовые штемпели и выпустила почтовые марки. Министерство телекоммуникаций и информационных технологий ПНА издало критический отчёт об организации почтовой связи в контролируемых Израилем районах.

Обложка израильского филателистического журнала

## Развитие филателии
Филателия очень популярна у израильтян. В состав Израильской филателистической федерации входят два десятка клубов филателистов, работающих на территории этой небольшой страны и 15 филателистических компаний. В стране проводятся филателистические ярмарки (на которых проводятся собственные гашения), почтовые выставки, издаются ежегодные сувенирные листы, филателистические журналы и каталоги. В 1998 году «Израильская почта» учредила Почтовый и филателистический музей в Тель-Авиве. Тель-Авив был выбран местом проведения Всемирного филателистического чемпионата в 2008 году (англ. World Stamp Championship), проводимого под эгидой Международной федерации филателии.
Благодаря реализации коллекционерам, в том числе среди еврейской диаспоры, филателистические материалы приносят значительный доход в бюджет израильского государства.

## Почтовый банк
Дочерней организацией Почты Израиля является «Банк ха-Доар» (ивр. בנק הדואר‎, дословно — «Почтовый банк»). Банк оказывает ограниченный набор финансовых услуг посредством отделений Почты Израиля, не имея права осуществлять операции кредитования ни в каком виде: будь то в виде овердрафта по счету или в выдаче кредита — все расходные операции могут осуществляться исключительно в рамках остатка средств клиента. Почтовый Банк может вести счета, выпускать к ним дебетовые карты и чеки, зачислять на них и переводить со счетов средства по поручению клиентов.